# Rumex nepalensis
Rumex nepalensis es una especie de plantas de la familia de las poligonáceas.

## Descripción
Son hierbas perennes con grandes raíces y tallos erectos, que alcanzan un tamaño de 50-100 cm de altura, ramificado arriba, glabros, ranurados. Hojas basales: con pecíolo de 4-10 cm; lámina de la hoja ampliamente ovadas, 10-15 × 4-8 cm, ambas superficies glabras o envés minuciosamente papillado a lo largo de las venas, base cordada, margen entero, ápice agudo; las hojas caulinas  poco pecioladas, ovadas-lanceoladas ; ocrea fugaz, membranosa. La inflorescencia paniculada. Flores bisexuales. Pedicelo articular debajo de la mitad. Tépalos exteriores elípticos, de 1,5 mm; tépalos internos agrandados en la fruta; válvulas ampliamente ovadas, de 5-6 mm, válvulas todo o 1 o 2 con tubérculos, base  truncada, cada margen con 7 u 8 dientes, ápice agudo, dientes 1,5-3 mm, ápice de gancho o recto. Aquenios de color marrón, brillante, ovoides, de 3 mm, la base truncada, ápice agudo. Fl. Abril-mayo, fr. Junio-julio.

## Distribución y hábitat
Se encuentra en las laderas herbosas, valles húmedos, a lo largo de las zanjas; a una altitud de 1000-4300 metros en Gansu, Guangxi, Guizhou, Henan, Hubei, Hunan, Qinghai, Shaanxi, Sichuan, Xizang, Yunnan, Afganistán, Bhután, India, Indonesia, Japón (introducida), Birmania, Nepal, Pakistán, Sikkim, Tayikistán, Vietnam y suroeste de Asia.

## Propiedades
La planta contiene el principio activo emodina.

## Taxonomía
Rumex nepalensis fue descrito por Curt Polycarp Joachim Sprengel y publicado en Systema Vegetabilium, editio decima sexta 2: 159. 1825.
Etimología
Ver: Rumex
nepalensis: epíteto geográfico que alude a su localización en Nepal.
Variedades
- Rumex nepalensis var. nepalensis
- Rumex nepalensis var. remotiflorus (Sam.) A.J. Li

Sinonimia
- Rumex bequaertii De Wild.
- Rumex bequaertii var. quarrei (De Wild.) Robyns
- Rumex camptodon Rech. f.
- Rumex peregrinus Boiss.
- Rumex quarrei De Wild.[4]

var. nepalensis 
- Rumex esquirolii H. Lév.
- Rumex ramulosus Meisn.

var. remotiflorus (Sam.) A.J. Li
- Rumex remotiflorus Sam.